# American International Group
American International Group, Inc. (AIG; NYSE:AIG) – jedno z największych na świecie przedsiębiorstw ubezpieczeniowych, spółka publiczna notowana na New York Stock Exchange. Od 8 kwietnia 2004 roku wchodzi w skład indeksu Dow Jones Industrial Average. Notowana również na giełdach w Tokio i Irlandii.
Przedsiębiorstwo powstało w Szanghaju w 1919 roku jako American Asiatic Underwriters, jego założycielem był Cornelius Vander Starr. W 1926 r. uruchomiło działalność w USA jako American International Underwriters Corporation.
AIG prowadzi swoją działalność w ponad 130 krajach. Jej przychód w 2007 roku wyniósł 110 mld USD.
W Polsce AIG oferowało usługi na rynku finansowym. Spółki zależne: AIG Bank Polska S.A.

Do marca 2009 również: Amplico Life S.A., Amplico Powszechne Towarzystwo Emerytalne SA, Amplico Towarzystwo Funduszy Inwestycyjnych S.A.

## Kryzys w 2008 r.
Wskutek kryzysu finansowego, który wybuchł w 2008 roku, we wrześniu 2008 roku przedsiębiorstwo zaczęło tracić płynność finansową. Jego upadek oznaczałby gwałtowne rozprzestrzenienie się kryzysu. W związku z tym 16 września 2008 rząd USA zdecydował o przejęciu 80% akcji w zamian za 85 miliardów dolarów przekazanych dla ratowania zagrożonego przedsiębiorstwa. Kolejne 30 mld przekazał w 2009. Oburzenie wywołał i zszokował fakt przeznaczenia części pomocy na premie dla pracowników przedsiębiorstwa.